# Москони, Лайза
Лайза Москони — американский нейробиолог и невролог, директор инициативы по исследованию женского мозга Корнеллского университета и заместитель директора первой в США клиники, занимающейся профилактикой болезни Альцгеймера. Получила мировую известность благодаря своим книгам-бестселлерам:
- «Brain Food: The Surprising Science of Eating for Cognitive Power», на русском языке книга вышла в издательстве «МИФ»: «Диета для ума .Научный подход к питанию для здоровья и долголетия», Москва, 2018.

- "The XX Brain: The Groundbreaking Science Empowering Women to Maximize Cognitive Health and Prevent Alzheimer’s Disease, издание на русском языке : «XX-мозг: новейшие открытия, которые помогут женщинам укрепить когнитивное здоровье, поддерживать гормональный баланс и предупредить болезнь Альцгеймера», издательство «Попурри», Минск, 2021 год

## Молодые годы и обучение
Лайза Москони родилась в Италии, в семье физиков-ядерщиков. Бабушка будущего учёного и две сестры бабушки скончались от болезни Альцгеймера, но их родного брата недуг не затронул. Тяжёлое бремя ухода за бабушкой несла мама Лайзы. Все эти факторы повлияли на то, что целью всей карьеры нейробиолога стало исследование причины, почему женщины в 2 раза чаще мужчин подвержены деменции и как её предотвратить. В 2001 году Лайза Москони получила степень бакалавра экспериментальной психологии во Флорентийском университете. В 2006 году после учебы в докторантуре она защитила степень кандидата наук в неврологии и ядерной медицине Флорентийского университета в сотрудничестве с Нью-Йоркским университетом. Когда ей было 24 года, переехала в Соединённые Штаты Америки.

## Исследования
Исследования доктора Москони касаются ранней диагностики и профилактике болезни Альцгеймера в группе риска, особенно у женщин. Её книга «Мозг XX» стала бестселлером по версии «Нью-Йорк Таймс» и «Шпигель». В ней нейробиолог объясняет, что снижение уровня гормонов при менопаузе воздействует на мозг и увеличивает у женщин риск возникновения деменций, в том числе синдрома Альцгеймера. Причём этот процесс начинается за годы, если не за десятилетия до менопаузы, к примеру амилоидные бляшки в мозгу образуются раньше, чем было принято считать. На основе двадцатилетних исследований Лайза Москони утверждает, что синдром Альцгеймера и прочие расстройства интеллекта можно предотвратить.